# Stanislav Emelyanov
Pour les articles homonymes, voir Iemelianov.
Stanislav Emelyanov (en russe : Станислав Валерьевич Емельянов, Stanislav Valerievitch Iemelianov), né le 23 octobre 1990 à Saransk, est un athlète russe, spécialiste de la marche.

## Carrière
Stanislav Emelyanov remporte le 10 000 mètres marche lors des Championnats du monde junior 2008 en 39 min 35 s 01 (record des Championnats), devant le Chinois Chen Ding.
Âgé de seulement 19 ans, il remporte initialement à Barcelone le titre de champion d'Europe du 20 km marche, mais il est disqualifié en 2014 pour passeport biologique irrégulier et perd son titre.
Il établit le record du monde junior du 10 km marche, en 38 min 28, 2e lors du Challenge IAAF, chez lui à Saransk, le 19 septembre 2009. Ce record est battu en 2010 par le Chinois Wang Zhen, mais reste le record d'Europe.
Son meilleur temps sur 20 km marche est de 1 h 19 min 43 s, Sotchi, le 20 février 2010, lors des championnats nationaux hivernaux.
Le 7 avril 2017, il est suspendu pendant huit ans à la suite d'un second contrôle antidopage positif.

### Palmarès
| Année | Compétition                    | Lieu      | Résultat | Épreuve         | Performance    |
| ----- | ------------------------------ | --------- | -------- | --------------- | -------------- |
| 2007  | Championnats du monde jeunesse | Ostrava   | 1er      | 10 000 m marche | 41 min 49 s 91 |
| 2008  | Championnats du monde junior   | Bydgoszcz | 1er      | 10 000 m marche | 39 min 35 s 01 |
| 2009  | Championnats d'Europe junior   | Novi Sad  | 1er      | 10 km marche    | 40 min 20 s 86 |
| 2010  | Championnats d'Europe          | Barcelone | DQ       | 20 km marche    |                |

### Records
| Épreuve              | Performance     | Lieu      | Date              |
| -------------------- | --------------- | --------- | ----------------- |
| 10 000 mètres marche | 39 min 35 s 01  | Bydgoszcz | 11 juillet 2008   |
| 10 km marche         | 38 min 28 s     | Saransk   | 19 septembre 2009 |
| 20 km marche         | 1 h 19 min 43 s | Sotchi    | 20 février 2010   |